# Františka Jakubcová
Františka Jakubcová, provdaná Mirovská (14. února 1872, Tuhaň – 19. prosince 1918, Benešov) byla česká obchodnice, dělnice a katolická feministická aktivistka.

## Životopis
Narodila se 14. února 1872 v obci Tuhaň nedaleko Lomnice nad Popelkou, v rodině místního hajného Jana Jakubce a jeho manželky Kateřiny, rozené Žďárské. Okolo roku 1895 pobývala ve Vídni.
V roce 1905 již byla činná jako aktivistka Zemského sdružení katolických spolků v Království českém, její povolání bylo udáváno jako „dělnice v Tuhani,“ případně „dělnice v Libštátě“. V roce 1907 se přestěhovala do Vršovic, kde vedla obchod se střižním a módním zbožím.
Dne 30. dubna 1917 se ve Vršovicích provdala za vdovce Josefa Mirovského (*1865), rolníka v Pavlovicích (okres Benešov).
Františka Jakubcová zemřela 19. prosince 1918 v Benešově, pohřbena byla ve Vlašimi.

## Politické aktivity
Program, který Františka Jakubcová formulovala pro katolické ženy obsahoval zlepšení duchovní oblasti pro ženy, výchovu a zlepšení hmotných podmínek žen. Žádala mj. o stejné platové podmínky pro ženy i pro muže, starobní a nemocenské pojištění pro ženy a další sociální opatření. Též se zasazovala o volební právo žen, a to aktivní i pasivní. Její návrhy se setkávaly s nepochopením a odporem tehdejších katolických politiků.

### Časopis Jitřenka
Založila a vlastním nákladem, bez vnějších podpor, vydávala ve Vršovicích katolický časopis Jitřenka, šířící myšlenku organizace žen na základě katolického nebo křesťansko–sociálního programu. První číslo vyšlo 25. září 1907 a Jakubcová byla i jeho redaktorkou, a to až do roku 1915. Od 21. března 1915 začal časopis Jitřenka vydávat nový vlastník – Politické družstvo tiskové v Hradci Králové. Františka Jakubcová zůstala jeho spolupracovnicí. Po roce vydávání novým majitelem ale časopis zanikl.

### Další aktivity
Františka Jakubcová se věnovala rozsáhlé přednáškové činnosti v Čechách i na Moravě na témata související s postavením katolických žen, např.:
- V roce 1908 katolický tisk pochvalně referoval o jejím vystoupení v Berouně na téma Žena v životě veřejném.[11]
- V srpnu 1909 se zúčastnila V. všeobecného sjezdu katoliků česko–slovanských, kde vystoupila s příspěvky Sociální postavení českých dělnic a Organisace žen na základech křesťanských.[12]

Informace o její přednášce se zachovala již z roku 1904, o přednáškové činnosti Františky Jakubcové podával katolický tisk zprávy i v letech 1910–1913.